# Тренсков, Якоб
Якоб Беннедсен Тренсков (дат. Jacob Bennedsen Trenskow; род. 26 ноября 2000, Орхус) — датский футболист, полузащитник нидерландского «Херенвена».

## Клубная карьера
Является воспитанником «Орхуса», где начал заниматься в 11-летнем возрасте. В августе 2020 года покинул клуб и отправился на просмотр во «Фредерисию». В начале сентября того же года тренировался с «Хорсенсом», с которым в итоге 18 сентября подписал контракт, рассчитанный на полгода. В октябре дебютировал за клуб во втором раунде кубка Дании против «Несбю». Тренсков появился на поле в середине второго тайма и на 80-й минуте забил гол, установив окончательный счёт 3:0.
В феврале 2021 года перешёл в фарерский НСИ, заключив соглашение, рассчитанное на два года. Первую игру за клуб провёл 28 февраля в матче за Суперкубок против «ХБ Торсхавн». 7 марта во встрече первого тура с тем же «ХБ Торсхавн» дебютировал в чемпионате страны, появившись на поле в стартовом составе. В розыгрыше кубка Фарер вместе с клубом дошёл до финала, где в серии пенальти уступил «Б-36».
В январе 2022 года вернулся в Данию, где стал игроком «ХБ Кёге». За полтора года в клубе принял участие в 43 матчах, в которых забил 10 мячей. Результативным стал последний сезон в команде, когда Тренсков помимо семи мячей оформил шесть результативных передач.
В июне 2023 года после завершения контракта с датским клубом перебрался в Швецию, подписав контракт на четыре года с «Кальмаром».
9 августа 2024 года перешёл в нидерландский «Херенвен», подписав четырёхлетний контракт. 11 августа дебютировал за клуб в гостевом матче Эредивизи против «Аякса», выйдя на замену вместо Ильяса Себауи на 62-й минуте. 17 августа забил дебютный гол в матче с «Утрехтом».

## Достижения
НСИ
- Финалист Кубка Фарерских островов: 2021

## Клубная статистика
| Выступление      | Выступление      | Выступление      | Лига | Лига | Кубки | Кубки | Конт. кубки | Конт. кубки | Разное | Разное | Итого | Итого |
| Клуб             | Лига             | Сезон            | Игры | Голы | Игры  | Голы  | Игры        | Голы        | Игры   | Голы   | Игры  | Голы  |
| ---------------- | ---------------- | ---------------- | ---- | ---- | ----- | ----- | ----------- | ----------- | ------ | ------ | ----- | ----- |
| Хорсенс          | Суперлига        | 2020/21          | 0    | 0    | 2     | 0     | 0           | 0           | 0      | 0      | 2     | 0     |
| Хорсенс          | Итого            | Итого            | 0    | 0    | 2     | 0     | 0           | 0           | 0      | 0      | 2     | 0     |
| НСИ              | Премьер-лига     | 2021             | 11   | 3    | 5     | 1     | 2           | 0           | 1      | 0      | 19    | 4     |
| НСИ              | Итого            | Итого            | 11   | 3    | 5     | 1     | 2           | 0           | 1      | 0      | 19    | 4     |
| ХБ Кёге          | 1-й дивизион     | 2021/22          | 11   | 3    | 0     | 0     | 0           | 0           | 0      | 0      | 11    | 3     |
| ХБ Кёге          | 1-й дивизион     | 2022/23          | 30   | 7    | 2     | 0     | 0           | 0           | 0      | 0      | 32    | 7     |
| ХБ Кёге          | Итого            | Итого            | 41   | 10   | 2     | 0     | 0           | 0           | 0      | 0      | 43    | 10    |
| Кальмар          | Алльсвенскан     | 2023             | 0    | 0    | 0     | 0     | 0           | 0           | 0      | 0      | 0     | 0     |
| Кальмар          | Итого            | Итого            | 0    | 0    | 0     | 0     | 0           | 0           | 0      | 0      | 0     | 0     |
| Всего за карьеру | Всего за карьеру | Всего за карьеру | 52   | 13   | 9     | 1     | 2           | 0           | 1      | 0      | 64    | 14    |